# ان‌جی‌سی ۷۰۰۸
ان‌جی‌سی ۷۰۰۸ (انگلیسی: NGC 7008) یا سحابی جنین یک سحابی سیاره‌ای با قطر تقریباً ۱ سال نوری است که در فاصله ۲۸۰۰ سال نوری در شمال صورت فلکی ماکیان قرار دارد. این سحابی توسط ویلیام هرشل در سال ۱۷۸۷ کشف شد.